# Kedunggempol
Kedunggempol is een bestuurslaag in het regentschap Mojokerto van de provincie Oost-Java, Indonesië. Kedunggempol telt 2043 inwoners (volkstelling 2010).